# Artikel 115b des Grundgesetzes für die Bundesrepublik Deutschland
Artikel 115b des Grundgesetzes für die Bundesrepublik Deutschland besagt, dass mit der Verkündung des Verteidigungsfalls die Befehls- und Kommandogewalt über die Streitkräfte auf den Bundeskanzler übergeht. In Friedenszeiten hat sie der Bundesminister der Verteidigung (Art. 65a GG). Die Feststellung des Verteidigungsfalls trifft der Bundestag mit Zustimmung des Bundesrates und wird vom Bundespräsidenten im Bundesgesetzblatt verkündet (Art. 115a GG).
Die Regelungen wurden mit dem Gesetz zur Änderung des Grundgesetzes vom 19. März 1956 als Teil der sogenannten Wehrverfassung in das Grundgesetz eingefügt.

## Bedeutung
Mit Verkündung des Verteidigungsfalls wird der Bundeskanzler Oberbefehlshaber der Streitkräfte und verdrängt den Verteidigungsminister aus der militärischen Befehlshierarchie. Er bleibt jedoch Zivilist und wechselt nicht in den Soldatenstatus. Da er nicht selbst Teil der Streitkräfte wird, ist er kriegsvölkerrechtlich kein Kombattant.
Im Verteidigungsfall vereinigt der Bundeskanzler in seiner Person die politische und die militärische Entscheidungsgewalt. Die Regelung wird deshalb umgangssprachlich auch als „Lex Churchill“ bezeichnet, da der britische Premierminister Winston Churchill während des Zweiten Weltkrieges ebenfalls die Kompetenzen des Regierungschefs und des Oberbefehlshabers auf sich vereinigt hatte.